# John K. Delaney

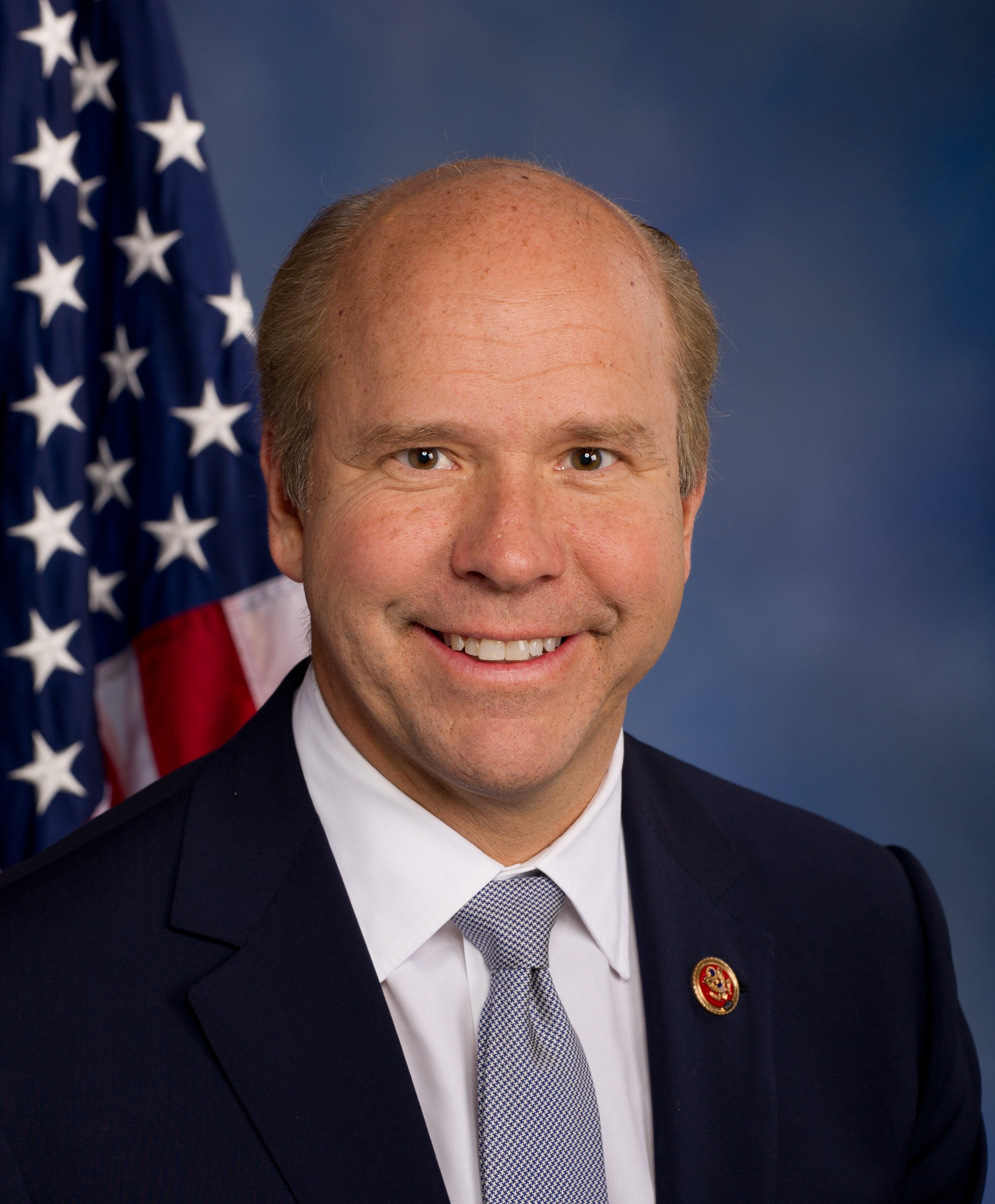
John Delaney (2013)

John Kevin Delaney (* 16. April 1963 in Wood-Ridge, New Jersey) ist ein US-amerikanischer Politiker. Von 2013 bis 2019 vertrat er den Bundesstaat Maryland im US-Repräsentantenhaus.

## Leben
John Delaney wuchs in New Jersey auf, wo sein Vater als Elektriker arbeitete. Er studierte zunächst an der Columbia University in New York City. Danach folgte ein Jurastudium an der Georgetown University in Washington, D.C. Im Jahr 1993 gründete er die Firma Health Care Financial Partners. Das Unternehmen, das Kredite an kleinere Gesundheitsfirmen vermittelt, wuchs rasch und wurde im Jahr 1998 an der New Yorker Börse notiert. Im Jahr 2000 gründete er auch die Firma Capital Source Inc., die inzwischen auch an der New Yorker Börse gehandelt wird.
Er ist verheiratet mit April McClain-Delaney und hat mit ihr vier Töchter. Seine Ehefrau wurde 2024 in seinem alten Wahlkreis in das Repräsentantenhaus gewählt.

## Politik
Bei der Wahl 2012 wurde er im sechsten Kongresswahlbezirk Marylands in das US-Repräsentantenhaus in Washington gewählt, wo er am 3. Januar 2013 die Nachfolge des ihm zuvor unterlegenen Republikaners Roscoe Bartlett antrat. In seinem Wahlkampf wurde er unter anderem vom früheren US-Präsidenten Bill Clinton unterstützt. Nach zwei Wiederwahlen in den Jahren 2014 und 2016 lief sein Mandat am 3. Januar 2019 aus, da er bei den Kongresswahlen 2018 nicht erneut kandidierte. Sein Mandatsnachfolger ist David Trone.
Mit rund 92 Millionen US-Dollar an Vermögen galt Delaney als wohlhabendster demokratischer Kongressabgeordneter.
Am 28. Juli 2017 gab er als erster Demokrat bekannt, 2020 für das Amt des US-Präsidenten kandidieren zu wollen, und investierte bis April 2018 etwa eine Million seines Privatvermögens für Auftritte und Organisation in den ersten Vorwahlstaaten. Am 21. Januar 2020 zog er seine Kandidatur zurück.

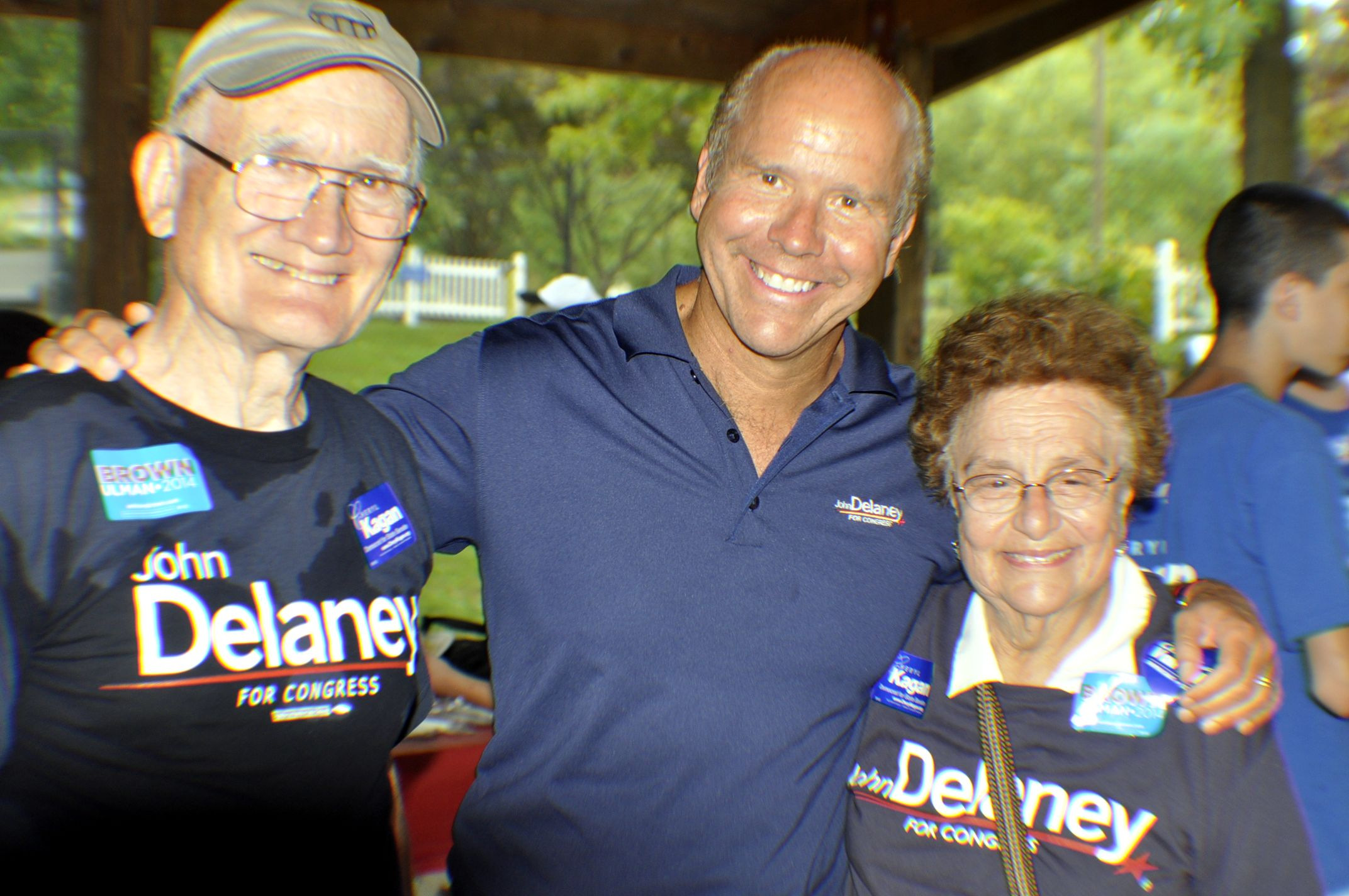
Delaney mit Unterstützern (2014)